# Apocoptoma chabrillacii
Apocoptoma chabrillacii – gatunek chrząszcza z rodziny kózkowatych i podrodziny zgrzypikowych. Jedyny przedstawiciel rodzaju Apocoptoma.

## Zasięg występowania
Gatunek ten występuje w południowej Brazylii (notowany w stanach Bahia i Espírito Santo) oraz Paragwaju (notowany w departamencie Guairá).